# Shining Black
Gli Shining Black sono un gruppo formatosi  nel 2019.

## Storia
Gli Shining Black sono stati fondati da Mark Boals (Yngwie Malmsteen, Ring Of Fire, Royal Hunt) e dal chitarrista Olaf Thorsen (Labyrinth, Vision Divine) nel 2019. Il loro debutto omonimo è stato  il 10 luglio 2020.
Le radici di questa nuova collaborazione risalgono all’anno 2014, quando la band italiana Labyrinth dovette affrontare il dilemma di andare avanti senza il loro cantante di lunga data Roberto Tiranti. Dopo molte considerazioni, la band scelse di lavorare con Mark Boals e iniziò a lavorare su nuove canzoni che sarebbero state rilasciate sul prossimo album della band; tuttavia, il fitto programma di Mark non si adattava ai piani di registrazione della band in quel momento. Pertanto, Labyrinth dopo alcuni anni di pausa, ha continuato con il rilascio di un nuovo disco Architecture of a God ancora una volta con Tiranti.
Nonostante non abbiano lavorato insieme, Mark e Ölaf sono rimasti in contatto e quando si è presentata l’occasione i due artisti hanno colto l’occasione per lavorare insieme e creare una nuova band.
Oltre Mark e Ölaf figurano membri del gruppo Labyrinth, ovvero Oleg Smirnoff alle tastiere, Nick Mazzuconi al basso e Matt Peruzzi alla batteria.

## Formazione

### Formazione attuale
- Mark Boals - voce
- Olaf Thorsen - chitarra
- Oleg Smirnoff - tastiere
- Nick Mazzuconi - basso
- Matt Peruzzi - batteria

## Discografia
Album in studio
- 2020 - Shining Black
- 2022 - Postcards from the End of the World